# Marianna O'Gallagher
Pour les articles homonymes, voir O'Gallagher.
Marianna O'Gallagher (Québec, 24 mars 1929 – Québec, 24 mai 2010 à l'âge de 81 ans), est une écrivaine et religieuse québécoise.
Née de parents irlandais, elle possède un baccalauréat de l'Université Mont Saint-Vincent d'Halifax et une maîtrise en histoire de l'Université d'Ottawa.
Elle a enseigné de 1952 à 1986 en Nouvelle-Écosse, à New York, au Nouveau-Brunswick, au Massachusetts et à Québec. Elle a quitté la vie religieuse en 1985.
Elle est une spécialiste de l'histoire des Irlando-Québécois.

## Hommages
La rue Marianna-O'Gallagher a été nommée en son honneur en 2021 dans la ville de Québec.

## Distinctions
- 1998 - Chevalier de l'Ordre national du Québec
- 2002 - Membre de l'Ordre du Canada